# مرز هوایی مراقبت‌شده

نگاره‌ای از گونه‌های اصلی مراقبت پرواز و دفاتر آن‌ها که در داخل این مرز به ترتیب خدمات مراقبت هوایی ارائه می‌دهند.

مرز هوایی مراقبت شده مرز هوایی است که در آن مقررات مراقبت پرواز اعمال می‌شود. سطح مراقبت بین کلاس‌های مرز هوایی متفاوت است. حداقل استانداردهای آب و هوایی مرز هوایی مراقبت شده معمولاً بالاتر از مرز هوایی مراقبت‌نشده در نظر گرفته می‌شود.
مرز هوایی مراقبت شده عمدتا به سه دلیل مختلف تأسیس ایجاد شد:
- مناطق با حجم ترافیک هوایی بالا، مانند مناطق نزدیک به فرودگاه
- تدوین قوانین پرواز ابزاری بر اساس راهنمای کلاس‌های مرز هوایی
- امنیت، مانند منطقه شناسایی دفاع هوایی

مرز هوایی مراقبت شده معمولاً در نزدیکی فرودگاه‌های شلوغ که هواپیما‌ های تجاری و مسافربری در حال نشست و برخاست هستند یا در ارتفاعات بالاتر که هواپیما‌ های مسافربری در حال عبور هستند وجود دارد. برخی کشورها نیز مرز هوایی مراقبت شده را تقریباً در کل کشور ارائه می‌کنند. با این حال معمولاً در بسیاری از کشورها در مناطقی که هواپیماهای مسافربری عبور قابل توجهی ندارند یا فعالیت‌های نظامی انجام نمی‌شود مرز هوایی مراقبت نشده اجرا می‌شود. 
سازمان بین‌المللی هوانوردی غیرنظامی (ایکائو) مرزهای هوایی را در هفت درجه از A تا G دسته‌بندی می‌کند. به منظور کاهش مقررات مراقبت پروازها، مرز هوایی مراقبت شده تنها از درجه A تا E اعمال می‌شود. پرواز تحت قوانین پرواز ابزاری در همه مرزهای هوایی مراقبت شده مجاز است. برخی کشورها اجرای قوانین وسایل پروازی را در مرز هوایی مراقبت نشده نیز اجازه می‌دهند. پرواز تحت قوانین پرواز دیداری در همه مرز هوایی درجه A مجاز است.